# XIII legislatura della Repubblica Italiana
La XIII legislatura della Repubblica Italiana è stata in carica dal 9 maggio 1996 al 29 maggio 2001.

## Cronologia

### 1996

#### Aprile
- 21: si svolgono le elezioni indette in tutto il territorio nazionale per la XIII legislatura.

#### Maggio
- 16: Il Presidente della repubblica Oscar Luigi Scalfaro conferisce l'incarico di formare il nuovo governo a Romano Prodi. Lo stesso giorno presenta la lista dei ministri.
- 18: Il Governo Prodi I giura al Palazzo del Quirinale nelle mani del Capo dello Stato, entrando ufficialmente in carica.
- 24: Il governo ottiene la fiducia al Senato della Repubblica con 173 sì, 139 no e 1 astenuto.
- 31: Il governo ottiene la fiducia alla Camera dei deputati con 322 sì e 299 no.

### 1997

#### Gennaio
- 30: La Camera dei deputati approva con 268 sì e 113 no la Legge Bassanini.

### 1998

#### Aprile
- 2: La Camera dei deputati respinge con 251 sì, 304 no e 1 astenuto una mozione di sfiducia di Lega Nord, Alleanza Nazionale, CDR e CDU contro il ministro dei Trasporti e della Navigazione Claudio Burlando.

#### Ottobre
- 21: Il Governo D'Alema I giura al Palazzo del Quirinale nelle mani del Capo dello Stato, entrando ufficialmente in carica.

### 1999

#### Maggio
- 13: Il parlamento in seduta comune elegge il decimo presidente della Repubblica, Carlo Azeglio Ciampi, alla prima votazione con larga maggioranza (707 voti su 1010).

#### Novembre
- 18: si dimette l'onorevole Leonilde Iotti, già Presidente della Camera.

#### Dicembre
- 22: Il Governo D'Alema II giura al Palazzo del Quirinale nelle mani del Capo dello Stato, entrando ufficialmente in carica.

### 2000

#### Gennaio
- 19: A Palazzo Montecitorio, nella seduta della Camera dei deputati viene data la notizia della morte di Bettino Craxi. I deputati in piedi salutano il leader socialista con un lungo applauso.

#### Aprile
- 26: Il Governo Amato II giura al Palazzo del Quirinale nelle mani del Capo dello Stato, entrando ufficialmente in carica.

## Seggi
Partiti e movimenti politici che non hanno presentato proprie liste o candidati per le elezioni della quota di seggi della Camera dei deputati da attribuire in ragione proporzionale.
| Lista                                           | Parlamentari |
| ----------------------------------------------- | ------------ |
| Socialisti Italiani                             | 12           |
| Cristiano Sociali                               | 9            |
| Federazione Laburista                           | 9            |
| Movimento dei Comunisti Unitari                 | 8            |
| Sinistra Repubblicana                           | 7            |
| La Rete                                         | 6            |
| Südtiroler Volkspartei                          | 5            |
| Alleanza Democratica                            | 4            |
| Associazione l'Ulivo I Democratici              | 3            |
| Patto Segni                                     | 3            |
| L'Ulivo                                         | 2            |
| Pour la Vallée d'Aoste                          | 1            |
| Union Valdôtaine                                | 1            |
| Italia Democratica                              | 1            |
| Partito Socialista Democratico Italiano         | 1            |
| Union Autonomista Ladina                        | 1            |
| Unione di Centro                                | 1            |
| Lega delle Regioni                              | 1            |
| Movimento Italiano Democratico                  | 1            |
| Movimento per la Dignità del Parlamentare       | 9            |
| Associazione Labour                             | 1 + 1        |
| Associazione Liberal Democratica per la Sicilia | 1            |
| Cobas per l'Autorganizzazione                   | 1            |
| Destra di Popolo                                | 1            |
| Federazione Laburista Lombarda                  | 1            |
| Italia Federale                                 | 1            |
| Movimento Rinnovamento Siciliano                | 1            |
| Partito Federalista Lombardo                    | 1            |

## Governi
- Governo Prodi I
  - Dal 17 maggio 1996 al 21 ottobre 1998
  - Composizione del governo: PDS, PPI, RI, UD, SI, FdV, Indipendenti (appoggio esterno del PRC)
  - Presidente del Consiglio dei ministri: Romano Prodi (Deputato, L'Ulivo)
- Governo D'Alema I
  - Dal 21 ottobre 1998 al 18 dicembre 1999
  - Composizione del governo: DS, PPI, RI, SDI, FdV, PDCI, UDR, Indipendenti
  - Presidente del Consiglio dei ministri: Massimo D'Alema (Deputato, DS)
- Governo D'Alema II
  - Dal 22 dicembre 1999 al 25 aprile 2000
  - Composizione del governo: DS, PPI, RI, Dem, SDI, FdV, PDCI, UDEUR, UV, Indipendenti
  - Presidente del Consiglio dei ministri: Massimo D'Alema (Deputato, DS)
- Governo Amato II
  - Dal 25 aprile 2000 all'11 giugno 2001
  - Composizione del governo: DS, PPI, RI, Dem, SDI, FdV, PDCI, UDEUR, Indipendenti
  - Presidente del Consiglio dei ministri: Giuliano Amato (Indipendente)

## Camera dei deputati

### Ufficio di Presidenza

#### Presidente
Luciano Violante (DS)

#### Vicepresidenti
- Alfredo Biondi (FI)
- Lorenzo Acquarone (PPI)
- Pierluigi Petrini (RI)
- Clemente Mastella (CCD-UDR) [Fino all'11/11/1998]
- Carlo Giovanardi (CCD) [Dall'11/11/1998]

#### Questori
- Angelo Muzio (PdCI)
- Maura Camoirano (PPI)
- Ugo Martinat (AN)

#### Segretari
- Alberta De Simone (PPI)
- Rosanna Moroni (PdCI)
- Giuseppina Servodio (PPI)
- Adria Bartolich (PDS/DS)
- Nicola Bono (AN)
- Tiziana Maiolo (AN)
- Mario Tassone (CDU-UDR)
- Maria Burani Procaccini (FI)
- Marco Boato (FdV)
- Mauro Michielon (LN)
- Lucio Testa (PPI)
- Bonaventura Lamacchia (UDEUR)

### Capigruppo parlamentari
| Gruppo parlamentare | Gruppo parlamentare                                                                                | Presidente                                                                 | Seggi     |
| ------------------- | -------------------------------------------------------------------------------------------------- | -------------------------------------------------------------------------- | --------- |
|                     | Sinistra Democratica-L'Ulivo [Fino al 24/02/1998] Democratici di Sinistra-L'Ulivo [Dal 24/02/1998] | Fabio Mussi                                                                | 161 / 630 |
|                     | Forza Italia                                                                                       | Beppe Pisanu                                                               | 117 / 630 |
|                     | Misto                                                                                              | Mauro Paissan                                                              | 94 / 630  |
|                     | Alleanza Nazionale                                                                                 | Giuseppe Tatarella [Fino al 08/02/1998] Gustavo Selva [Dal 23/02/1999]     | 88 / 630  |
|                     | Popolari Democratici-L'Ulivo                                                                       | Sergio Mattarella [Fino al 27/10/1998] Antonello Soro [Dal 27/10/1998]     | 56 / 630  |
|                     | Lega Nord Padania                                                                                  | Domenico Comino [Fino al 08/07/1999] Giancarlo Pagliarini [Dal 08/07/1999] | 46 / 630  |
|                     | Rifondazione Comunista-Progressisti [Fino al 12/10/1998] Comunista [Dal 12/10/1998]                | Oliviero Diliberto [Fino al 12/10/1998] Tullio Grimaldi [Dal 22/10/1998]   | 20 / 630  |
|                     | UDR / UDEUR                                                                                        | Salvatore Cardinale [Fino al 21/10/1998] Roberto Manzione [Dal 04/11/1998] | 20 / 630  |
|                     | I Democratici-L'Ulivo                                                                              | Rino Piscitello [Fino al 02/02/2000] Franco Monaco [Dal 03/02/2000]        | 20 / 630  |
|                     | Rinnovamento Italiano                                                                              | Bonaventura Lamacchia                                                      |           |

### Commissioni parlamentari
| #    | Commissione                                               | Presidente                                            | Presidente                                                   |
| ---- | --------------------------------------------------------- | ----------------------------------------------------- | ------------------------------------------------------------ |
| I    | Affari Costituzionali, Presidenza del Consiglio e Interni |                                                       | Rosa Russo Iervolino (PPI) [dal 04/06/1996 al 21/10/1998]    |
| I    | Affari Costituzionali, Presidenza del Consiglio e Interni | Antonio Maccanico (UD) [dal 05/11/1998 al 21/06/1999] |                                                              |
| I    | Affari Costituzionali, Presidenza del Consiglio e Interni | Raffaele Cananzi (PPI) [dal 14/07/1999 al 22/12/1999] |                                                              |
| I    | Affari Costituzionali, Presidenza del Consiglio e Interni | Rosa Russo Iervolino (PPI) [dal 18/01/2000]           |                                                              |
| II   | Giustizia                                                 |                                                       | Giuliano Pisapia (PRC) [dal 04/06/1996 al 27/10/1998]        |
| II   | Giustizia                                                 | Anna Finocchiaro (DS) [dal 05/11/1998]                |                                                              |
| III  | Affari Esteri e Comunitari                                |                                                       | Achille Occhetto (PDS)                                       |
| IV   | Difesa                                                    |                                                       | Valdo Spini (PDS-FL)                                         |
| V    | Bilancio, tesoro e programmazione                         |                                                       | Bruno Solaroli (PDS) [dal 04/06/1996 al 27/09/1999]          |
| V    | Bilancio, tesoro e programmazione                         | Augusto Fantozzi (Dem) [dal 30/09/1999]               |                                                              |
| VI   | Finanze                                                   |                                                       | Giorgio Benvenuto (PDS)                                      |
| VII  | Cultura, scienza e istruzione                             |                                                       | Giovanni Castellani (PPI)                                    |
| VIII | Ambiente, territorio e lavori pubblici                    |                                                       | Maria Rita Lorenzetti (PDS) [dal 04/06/1996 al 23/05/2000]   |
| VIII | Ambiente, territorio e lavori pubblici                    | Sauro Turroni (FdV) [dal 31/05/2000]                  |                                                              |
| IX   | Trasporti, poste e telecomunicazioni                      |                                                       | Ernesto Stajano (RI) [dal 04/06/1996 al 27/07/1998]          |
| IX   | Trasporti, poste e telecomunicazioni                      | Gianantonio Mazzocchin (PRI) [dall'11/10/2000]        |                                                              |
| X    | Attività produttive, commercio e turismo                  |                                                       | Nerio Nesi (PRC) [dal 04/06/1996 al 25/04/2000]              |
| X    | Attività produttive, commercio e turismo                  | Gianfranco Saraca (UDR) [dal 05/11/2000]              |                                                              |
| XI   | Lavoro pubblico e privato                                 |                                                       | Renzo Innocenti (PDS)                                        |
| XII  | Affari Sociali                                            |                                                       | Marida Bolognesi (PDS)                                       |
| XIII | Agricoltura                                               |                                                       | Alfonso Pecoraro Scanio (FdV) [dal 04/06/1996 al 25/04/2000] |
| XIII | Agricoltura                                               | Francesco Ferrari (PPI) [dal 31/05/2000]              |                                                              |
| XIV  | Politiche dell'Unione Europea                             |                                                       | Antonio Ruberti (PDS) [dal 10/08/1996 al 04/09/2000]         |
| XIV  | Politiche dell'Unione Europea                             | Luigi Berlinguer (DS) [dal 31/05/2000]                |                                                              |

### Variazione della composizione
| Gruppo parlamentare alla Camera dei deputati               | Inizio legislatura | 1996 | 1997 | 1998 | 1999 | 2000 | 2001 |
| ---------------------------------------------------------- | ------------------ | ---- | ---- | ---- | ---- | ---- | ---- |
| PDS - L'Ulivo / Democratici di Sinistra - L'Ulivo          | 172                | 172  | 171  | 166  | 165  | 165  | 161  |
| Forza Italia                                               | 122                | 123  | 116  | 110  | 110  | 112  | 117  |
| Alleanza Nazionale                                         | 92                 | 92   | 91   | 91   | 91   | 91   | 88   |
| Popolari Democratici - L'Ulivo                             | 67                 | 68   | 68   | 66   | 59   | 57   | 56   |
| Lega Nord Padania                                          | 59                 | 58   | 58   | 55   | 46   | 46   | 46   |
| Rifondazione Comunista - Progressisti                      | 35                 | 34   | 34   | -    | -    | -    | -    |
| Centro Cristiano Democratico - Cristiani Democratici Uniti | 30                 | 30   | 22   | -    | -    | -    | -    |
| Rinnovamento Italiano                                      | 26                 | 14   | 21   | -    | -    | -    | -    |
| Gruppo Comunista                                           | -                  | -    | -    | 21   | 21   | 20   | 20   |
| I Democratici - L'Ulivo                                    | -                  | -    | -    | -    | 21   | 20   | 20   |
| UDR / UDEUR                                                | -                  | -    | -    | 27   | 21   | 20   | 20   |
| Gruppo misto                                               | 26                 | 39   | 49   | 94   | 96   | 99   | 94   |
| • Federazione dei Verdi                                    | 14                 | 14   | 14   | 15   | 15   | 13   | 12   |
| • Minoranze linguistiche                                   | 5                  | 5    | 5    | 5    | 5    | 5    | 5    |
| • Socialisti Italiani / Socialisti Democratici Italiani    | -                  | 8    | 8    | 8    | 8    | 8    | 8    |
| • Patto Segni - Riformatori                                | -                  | 3    | 3    | -    | 4    | 4    | 3    |
| • Cristiani Democratici Uniti                              | -                  | -    | 10   | -    | 5    | 6    | 6    |
| • Rinnovamento Italiano                                    | -                  | -    | -    | 16   | 6    | 6    | 6    |
| • Rifondazione Comunista - Progressisti                    | -                  | -    | -    | 13   | 13   | 14   | 14   |
| • Centro Cristiano Democratico                             | -                  | -    | -    | 13   | 13   | 12   | 12   |
| • Italia dei Valori                                        | -                  | -    | -    | 9    | -    | -    | -    |
| • Federalisti Liberaldemocratici e Repubblicani            | -                  | -    | -    | 6    | 5    | 4    | 4    |
| • Rete - L'Ulivo                                           | 3                  | 3    | 3    | -    | -    | -    | -    |
| • Non iscritti                                             | 4                  | 6    | 6    | 9    | 22   | 27   | 24   |
| Totale                                                     | 629                | 630  | 630  | 630  | 630  | 630  | 622  |

- Il plenum di 630 deputati fu raggiunto in seguito all'opzione di Vittorio Sgarbi, eletto in più circoscrizioni.
- Nel 2001 cessano dal mandato parlamentare otto deputati, per i quali non si procederà ad elezioni suppletive in quanto intercorre meno di un anno fra la vacanza del seggio e la scadenza normale della legislatura.

## Senato della Repubblica

### Consiglio di Presidenza

#### Presidente
Nicola Mancino (PPI)

#### Vicepresidenti
- Carlo Rognoni (PDS)
- Ersilia Salvato (PRC)
- Domenico Contestabile (FI)
- Domenico Fisichella (AN)

#### Questori
- Giovanni Lorenzo Forcieri (PDS)
- Maria Rosaria Manieri (RI)
- Luigi Grillo (FI)

#### Segretari
- Renato Albertini (PRC)
- Franca D'Alessandro Prisco (SD)
- Stefano Passigli (SD) [fino al 30/12/1999]
- Lino Diana (PPI)
- Renato Meduri (AN)
- Giuseppe Brienza (CCD)
- Francesca Scopelliti (FI)
- Giuseppe Specchia (AN)
- Luigi Manconi (FdV)
- Giuseppe Camo (CCD)
- Helga Thaler Ausserhofer (SVP)
- Augusto Cortelloni (FI)
- Antonio Serena (LN)
- Francesco Tabladini (LN)
- Adolfo Manis (FI)
- Anna Maria Bucciarelli (SD)
- Francesco Bosi (CCD)

### Capigruppo parlamentari
1. Giulio Maceratini - Alleanza Nazionale,
2. Francesco D'Onofrio - Centro Cristiano Democratico,
3. Gian Guido Folloni (fino al 26 ottobre 1998), Roberto Napoli - Federazione Cristiano Democratica,
4. Cesare Salvi (fino al 21 giugno 1999), Gavino Angius - Democratici di Sinistra,
5. Enrico La Loggia - Forza Italia,
6. Francesco Speroni (fino al 27 maggio 1998), Luciano Gasperini (fino al 26 ottobre 1999), Roberto Castelli - LN,
7. Leopoldo Elia - Partito Popolare Italiano,
8. Luigi Marino - Partito della Rifondazione Comunista,
9. Edoardo Ronchi (fino al 22 maggio 1996), Maurizio Pieroni - I Verdi,
10. Ottaviano Del Turco - Rinnovamento Italiano,
11. Mario Rigo - Gruppo misto.

### Commissioni parlamentari
| #    | Commissione                             |                                             | Presidente                                             |
| ---- | --------------------------------------- | ------------------------------------------- | ------------------------------------------------------ |
| I    | Affari Costituzionali                   |                                             | Massimo Villone (PDS)                                  |
| II   | Giustizia                               |                                             | Ortensio Zecchino (PPI) [dal 05/06/1996 al 26/10/1998] |
| II   | Giustizia                               | Michele Pinto (PPI) [dal 28/10/1998]        |                                                        |
| III  | Affari Esteri ed Emigrazione            |                                             | Gian Giacomo Migone (PDS)                              |
| IV   | Difesa                                  |                                             | Libero Gualtieri (PDS) [dal 05/06/1996 al 15/02/1999]  |
| IV   | Difesa                                  | Doriano Di Benedetto (UDR) [dal 07/04/1999] |                                                        |
| V    | Bilancio                                |                                             | Romualdo Coviello (PPI)                                |
| VI   | Finanze e Tesoro                        |                                             | Gavino Angius (PDS) [dal 05/06/1996 al 14/07/1999]     |
| VI   | Finanze e Tesoro                        | Luciano Guerzoni (DS) [dal 21/07/1999]      |                                                        |
| VII  | Istruzione Pubblica e Beni Culturali    |                                             | Adriano Ossicini (RI)                                  |
| VIII | Lavori Pubblici, Comunicazione          |                                             | Claudio Petruccioli (PDS)                              |
| IX   | Agricoltura e Produzione Agroalimentare |                                             | Concetto Scivoletto (PDS)                              |
| X    | Industria, Commercio e Turismo          |                                             | Leonardo Caponi (PRC, PdCI)                            |
| XI   | Lavoro e Previdenza sociale             |                                             | Carlo Smuraglia (PDS)                                  |
| XII  | Igiene e Sanità                         |                                             | Francesco Carella (FdV)                                |
| XIII | Territorio, Ambiente e Beni Ambientali  |                                             | Fausto Giovanelli (PDS)                                |

### Variazione nella composizione
| Gruppi parlamentari                               | Inizio | 1996 | 1997 | 1998 | 1999 | 2000 | 2001 |
| ------------------------------------------------- | ------ | ---- | ---- | ---- | ---- | ---- | ---- |
| PDS - L'Ulivo / Democratici di Sinistra - L'Ulivo | 100    | 100  | 99   | 105  | 105  | 102  | 102  |
| Forza Italia                                      | 48     | 47   | 42   | 40   | 41   | 42   | 45   |
| Alleanza Nazionale                                | 43     | 44   | 44   | 41   | 41   | 42   | 42   |
| Partito Popolare Italiano                         | 31     | 31   | 31   | 31   | 31   | 29   | 25   |
| Lega Nord                                         | 27     | 17   | 17   | 14   | 19   | 18   | 18   |
| Centro Cristiano Democratico                      | 15     | 15   | 13   | 12   | 12   | 11   | 11   |
| Verdi - L'Ulivo                                   | 14     | 14   | 14   | 14   | 15   | 14   | 14   |
| Rinnovamento Italiano                             | 11     | 11   | 11   | 7    | 6    | -    | -    |
| Rifondazione Comunista - Progressisti             | 11     | 11   | 11   | 6    | -    | -    | -    |
| Cristiani Democratici Uniti                       | 10     | 10   | 11   | -    | -    | -    | -    |
| Unione Democratica per la Repubblica / UDEUR      | -      | -    | -    | 20   | 11   | 12   | 12   |
| Democrazia Europea                                | -      | -    | -    | -    | -    | -    | 10   |
| Gruppo misto                                      | 15     | 15   | 22   | 25   | 43   | 52   | 43   |
| • Minoranze linguistiche                          | 3      | 3    | 3    | 3    | 3    | 3    | 3    |
| • Partito Sardo d'Azione                          | 1      | 1    | 1    | 1    | 1    | 1    | 1    |
| • Lega delle Regioni                              | 1      | 1    | 1    | 1    | 1    | 1    | 1    |
| • Fiamma Tricolore                                | 1      | 1    | 1    | 1    | 1    | 1    | 1    |
| • Rifondazione Comunista - Progressisti           | -      | -    | -    | 3    | 3    | 3    | 3    |
| • Socialisti Democratici Italiani                 | -      | -    | -    | 3    | 3    | 3    | 3    |
| • Gruppo Comunista                                | -      | -    | -    | -    | 6    | 6    | 6    |
| • I Democratici                                   | -      | -    | -    | -    | 5    | 5    | 5    |
| • Centro Riformatore                              | -      | -    | -    | -    | 5    | 3    | 2    |
| • Lista Pannella                                  | -      | -    | -    | -    | 1    | 1    | 1    |
| • Unione Popolare Democratica                     | -      | -    | -    | -    | 1    | 1    | 1    |
| • Rinnovamento Italiano                           | -      | -    | -    | -    | -    | 6    | 6    |
| • Cristiani Democratici Uniti                     | -      | -    | -    | -    | -    | 1    | 1    |
| • Italia dei Valori                               | -      | -    | -    | -    | -    | 1    | 1    |
| • Rete - L'Ulivo                                  | 1      | 1    | 1    | 1    | -    | -    | -    |
| • Liga Veneta Repubblica                          | -      | -    | -    | 2    | 1    | -    | -    |
| • Liberaldemocratici                              | -      | -    | -    | 2    | -    | -    | -    |
| • Autonomisti e Federalisti                       | -      | -    | -    | -    | 6    | 7    | -    |
| • Non iscritti                                    | 8      | 8    | 15   | 8    | 6    | 9    | 8    |
| Totale                                            | 325    | 325  | 325  | 325  | 324  | 322  | 322  |

- Ai 315 senatori elettivi, ad inizio legislatura si aggiunsero 10 senatori a vita, poi ridotti a 9, così distribuiti:
- 4 nel gruppo Partito Popolare Italiano: Giulio Andreotti (nel 2001 passato al gruppo Democrazia Europea), Carlo Bo, Amintore Fanfani (deceduto nel 1999), Paolo Emilio Taviani.
- 2 nel gruppo Sinistra Democratica –L'Ulivo: Norberto Bobbio, Francesco De Martino.
- 4 nel gruppo Misto: Gianni Agnelli, Francesco Cossiga, Giovanni Leone, Leo Valiani (deceduto nel 1999). Nel 1999 Oscar Luigi Scalfaro, come ex Presidente della Repubblica, divenne senatore a vita e si iscrisse al gruppo Misto.
- Nel 2000 cessano dal mandato parlamentare due senatori, per i quali non si procederà ad elezioni suppletive in quanto intercorre meno di un anno fra la vacanza del seggio e la scadenza normale della legislatura.